# Karel Vlach
Karel Vlach (* 8. Oktober 1911 in Prag; † 26. Februar 1986 ebenda) war ein tschechischer Bigband-Leader des Jazz und der Unterhaltungsmusik.

## Leben
Vlach lernte auf der Grundschule Geige und machte eine kaufmännische Ausbildung. Danach war er als Verkäufer und später als Prokurist in einem Kaufhaus (Kauders) tätig. Anfang der 1930er Jahre arbeitslos geworden, gründete er die Band Blue Music, Blue Boys (vorher Charles Happy Boys) und 1939 sein erstes Orchester. Es war an Benny Goodman orientiert und trat mit den (an den Andrews Sisters orientierten) Allanovy Schwestern auf (1940). In seiner Band waren damals während der deutschen Besatzung zeitweise Kamil Běhounek und Jiří Traxler und Fritz Weiss schrieb aus dem KZ Theresienstadt Arrangements für die Band. Nach dem Zweiten Weltkrieg orientierte sich seine Bigband an Glenn Miller mit den Sängern Arnošt Kavka, Inka Zemánková (1915–2000) und Jiřina Salačová (1920–1991). 1947/48 spielte sie im Theater Osvobozené divadlo. Ab 1954 wechselte Vlach mit der Band ins ABC-Theater (Divadlo ABC) und seit 1962 ins Karline-Theater.
Aus seinem Orchester gingen viele wichtige tschechische Musiker aus dem Bereich Jazz und Unterhaltungsmusik hervor. Er nahm viel für die staatliche Schallplattenfirma Supraphon auf, sowohl klassische Musik als auch Jazz und Pop. Außerdem war er ab 1940 als Filmmusiker tätig.
Vlach war mit der Sängerin Yvetta Simonová (* 1928) verheiratet, die auch ab 1958 mit seinem Orchester sang, ebenso wie Milan Chladil. Ende der 1950er Jahre arbeitete er auch mit der britischen Sängerin Gery Scott zusammen.
Er starb an einem Herzanfall bei Vorbereitung des Musicals Some like it hot.